# Stars Dance
Stars Dance – solowy album amerykańskiej piosenkarki Seleny Gomez, wydany 23 lipca 2013 roku przez wytwórnię Hollywood Records. Planowanie tego projektu rozpoczęło się już w 2012 roku, kiedy ogłoszono, że jej zespół Selena Gomez & The Scene będą zajmować nieokreślone przerwy i kontynuować pracę w 2013 roku. Jest to jej pierwszy album, który zadebiutował na pierwszej pozycji w rankingu Billboard 200. Płyta sprzedała 97 000 egzemplarzy w pierwszym tygodniu premiery w Stanach Zjednoczonych, co czyni ją jej największym debiutem sprzedaży. Następny album Revival (2015) pobił ten wynik sprzedając 117 000 sztuk w pierwszym tygodniu sprzedaży.
Gomez promowała krążek trasą koncertową Stars Dance Tour (08-11 2013).

## Single
- „Come & Get It” – pierwszy singiel z albumu, został wydany 7 kwietnia 2013 roku. Stał się jednym z najlepszych utworów Gomez w Stanach Zjednoczonych i znalazł się w pierwszej dziesiątce takich krajów jak Wielka Brytania, Irlandia i Kanada. Osiągnął drugie miejsce na liście Mainstream Top 40, oraz 6 miejsce w rankingu Hot 100. Singiel pokrył się w Stanach Zjednoczonych 3× platyną. Wideo miało swoją premierę na gali MTV Video Music Awards 7 maja 2013 roku.
- „Slow Down” – drugi singiel osiągnął 27 miejsce w Stanach Zjednoczonych, oraz odniósł sukcesy w radiu pop, zdobywając 7 miejsce na liście Mainstream Top 40. Został wydany 13 sierpnia 2013 roku, a teledysk do utworu przesłano 19 lipca.

## Lista utworów
| Stars Dance – Edycja standardowa | Stars Dance – Edycja standardowa | Stars Dance – Edycja standardowa                                                                 | Stars Dance – Edycja standardowa                  | Stars Dance – Edycja standardowa |
| Nr                               | Tytuł utworu                     | Autorzy                                                                                          | Produkcja                                         | Długość                          |
| -------------------------------- | -------------------------------- | ------------------------------------------------------------------------------------------------ | ------------------------------------------------- | -------------------------------- |
| 1.                               | „Birthday”                       | Crista Russo, Mike Del Rio, Jacob Kasher Hindlin                                                 | Del Rio, Matt Beckley                             | 3:20                             |
| 2.                               | „Slow Down”                      | Lindy Robbins, Julia Michaels, Niles Hollowell-Dhar, David Kuncio, Freddy Wexler                 | The Cataracs, Kuncio                              | 3:30                             |
| 3.                               | „Stars Dance”                    | Antonina Armato, Tim James, Adam Schmalholz                                                      | Rock Mafia, Dubkiller, Steve Hammond              | 3:37                             |
| 4.                               | „Like a Champion”                | Daniel James, Leah Haywood, Bebe Rexha, Mark Myrie, Leroy Sibbles                                | Dreamlab                                          | 2:55                             |
| 5.                               | „Come & Get It”                  | Ester Dean, M.S. Eriksen, T.E. Hermansen                                                         | Stargate, Dreamlab, Dean                          | 3:51                             |
| 6.                               | „Forget Forever”                 | Jason Evigan, Clarence Coffee, Alexander Izquierdo, Jordan Johnson, Stefan Johnson, Marcus Lomax | The Monsters and the Strangerz, Evigan, Dan Brook | 4:11                             |
| 7.                               | „Save the Day”                   | Mitch Allan, Evigan, Olivia Waithe                                                               | The Suspex                                        | 3:52                             |
| 8.                               | „B.E.A.T.”                       | Wexler, Jai Marlon, Heather Jeanette Miley                                                       | Wexler, Marlon P., Andredi                        | 3:04                             |
| 9.                               | „Write Your Name”                | D. James, Haywood, Arnthor Birgisson                                                             | Dreamlab                                          | 3:16                             |
| 10.                              | „Undercover”                     | Hollowell-Dhar, Robbins, Michaels, Rome Ramirez                                                  | The Cataracs                                      | 3:53                             |
| 11.                              | „Love Will Remember”             | Armato, Desmond Child, David Jost, T. James                                                      | Rock Mafia, Dubkiller                             | 3:30                             |
|                                  |                                  |                                                                                                  |                                                   | 38:59                            |

| Stars Dance – Edycja deluxe | Stars Dance – Edycja deluxe | Stars Dance – Edycja deluxe                                                                      | Stars Dance – Edycja deluxe                       | Stars Dance – Edycja deluxe |
| Nr                          | Tytuł utworu                | Autorzy                                                                                          | Produkcja                                         | Długość                     |
| --------------------------- | --------------------------- | ------------------------------------------------------------------------------------------------ | ------------------------------------------------- | --------------------------- |
| 1.                          | „Birthday”                  | Crista Russo, Mike Del Rio, Jacob Kasher Hindlin                                                 | Del Rio, Matt Beckley                             | 3:20                        |
| 2.                          | „Slow Down”                 | Lindy Robbins, Julia Michaels, Niles Hollowell-Dhar, David Kuncio, Freddy Wexler                 | The Cataracs, Kuncio                              | 3:30                        |
| 3.                          | „Stars Dance”               | Antonina Armato, Tim James, Adam Schmalholz                                                      | Rock Mafia, Dubkiller, Steve Hammond              | 3:37                        |
| 4.                          | „Like a Champion”           | Daniel James, Leah Haywood, Bebe Rexha, Mark Myrie, Leroy Sibbles                                | Dreamlab                                          | 2:55                        |
| 5.                          | „Come & Get It”             | Ester Dean, M.S. Eriksen, T.E. Hermansen                                                         | Stargate, Dreamlab, Dean                          | 3:51                        |
| 6.                          | „Forget Forever”            | Jason Evigan, Clarence Coffee, Alexander Izquierdo, Jordan Johnson, Stefan Johnson, Marcus Lomax | The Monsters and the Strangerz, Evigan, Dan Brook | 4:11                        |
| 7.                          | „Save the Day”              | Mitch Allan, Evigan, Olivia Waithe                                                               | The Suspex                                        | 3:52                        |
| 8.                          | „B.E.A.T.”                  | Wexler, Jai Marlon, Heather Jeanette Miley                                                       | Wexler, Marlon P., Andredi                        | 3:04                        |
| 9.                          | „Write Your Name”           | D. James, Haywood, Arnthor Birgisson                                                             | Dreamlab                                          | 3:16                        |
| 10.                         | „Undercover”                | Hollowell-Dhar, Robbins, Michaels, Rome Ramirez                                                  | The Cataracs                                      | 3:53                        |
| 11.                         | „Love Will Remember”        | Armato, Desmond Child, David Jost, T. James                                                      | Rock Mafia, Dubkiller                             | 3:30                        |
| 12.                         | „Nobody Does It Like You”   | Selena Gomez, Toby Gad, Robbins                                                                  | Gad, AFSHeeN                                      | 3:56                        |
| 13.                         | „Music Feels Better”        | Gomez, Haywood D. James, Jeremy Coleman                                                          | JMike, Dreamlab, Rob Ghost                        | 3:10                        |
|                             |                             |                                                                                                  |                                                   | 46:05                       |

| Stars Dance – Edycja Target | Stars Dance – Edycja Target | Stars Dance – Edycja Target                                                                      | Stars Dance – Edycja Target                       | Stars Dance – Edycja Target |
| Nr                          | Tytuł utworu                | Autorzy                                                                                          | Produkcja                                         | Długość                     |
| --------------------------- | --------------------------- | ------------------------------------------------------------------------------------------------ | ------------------------------------------------- | --------------------------- |
| 1.                          | „Birthday”                  | Crista Russo, Mike Del Rio, Jacob Kasher Hindlin                                                 | Del Rio, Matt Beckley                             | 3:20                        |
| 2.                          | „Slow Down”                 | Lindy Robbins, Julia Michaels, Niles Hollowell-Dhar, David Kuncio, Freddy Wexler                 | The Cataracs, Kuncio                              | 3:30                        |
| 3.                          | „Stars Dance”               | Antonina Armato, Tim James, Adam Schmalholz                                                      | Rock Mafia, Dubkiller, Steve Hammond              | 3:37                        |
| 4.                          | „Like a Champion”           | Daniel James, Leah Haywood, Bebe Rexha, Mark Myrie, Leroy Sibbles                                | Dreamlab                                          | 2:55                        |
| 5.                          | „Come & Get It”             | Ester Dean, M.S. Eriksen, T.E. Hermansen                                                         | Stargate, Dreamlab, Dean                          | 3:51                        |
| 6.                          | „Forget Forever”            | Jason Evigan, Clarence Coffee, Alexander Izquierdo, Jordan Johnson, Stefan Johnson, Marcus Lomax | The Monsters and the Strangerz, Evigan, Dan Brook | 4:11                        |
| 7.                          | „Save the Day”              | Mitch Allan, Evigan, Olivia Waithe                                                               | The Suspex                                        | 3:52                        |
| 8.                          | „B.E.A.T.”                  | Wexler, Jai Marlon, Heather Jeanette Miley                                                       | Wexler, Marlon P., Andredi                        | 3:04                        |
| 9.                          | „Write Your Name”           | D. James, Haywood, Arnthor Birgisson                                                             | Dreamlab                                          | 3:16                        |
| 10.                         | „Undercover”                | Hollowell-Dhar, Robbins, Michaels, Rome Ramirez                                                  | The Cataracs                                      | 3:53                        |
| 11.                         | „Love Will Remember”        | Armato, Desmond Child, David Jost, T. James                                                      | Rock Mafia, Dubkiller                             | 3:30                        |
| 12.                         | „Nobody Does It Like You”   | Selena Gomez, Toby Gad, Robbins                                                                  | Gad, AFSHeeN                                      | 3:56                        |
| 13.                         | „Music Feels Better”        | Gomez, Haywood D. James, Jeremy Coleman                                                          | JMike, Dreamlab, Rob Ghost                        | 3:10                        |
| 14.                         | „Lover in Me”               | Gomez, D. James, Haywood, Brian Lee, Stuart Crichton                                             | Dreamlab, Lee                                     | 3:29                        |
| 15.                         | „I Like It That Way”        | Joshua Coleman, Hindlin, Rickard Göransson, Fransisca Hall, Alexander Castillo Vasquez           | Ammo, A.C., Beckley                               | 4:16                        |
|                             |                             |                                                                                                  |                                                   | 53:50                       |

## Notowania i certyfikaty
| Lista (2013)                        | Najwyższa pozycja |
| ----------------------------------- | ----------------- |
| Argentyna (CAPIF)                   | 2                 |
| Australia (ARIA)                    | 8                 |
| Belgia Ultratop (Flanders)          | 10                |
| Belgia Ultratop (Wallonia)          | 17                |
| Brazylia (Pro-Música Brasil)        | 1                 |
| Chiny (Sino Chart)                  | 1                 |
| Czechy (ČNS IFPI)                   | 2                 |
| Dania (Tracklisten)                 | 3                 |
| Finlandia (Suomen virallinen lista) | 17                |
| Francja (SNEP)                      | 9                 |
| Grecja (IFPI)                       | 6                 |
| Hiszpania (PROMUSICAE)              | 4                 |
| Holandia (MegaCharts)               | 2                 |
| Irlandia (IRMA)                     | 1                 |
| Kanada (Billboard)                  | 1                 |
| Meksyk (AMPROFON)                   | 1                 |
| Niemcy (Offizielle Deutsche Charts) | 4                 |
| Norwegia (VG-Lista)                 | 1                 |
| Nowa Zelandia (Recorded Music NZ)   | 5                 |
| Polska (OLiS)                       | 5                 |
| Portugalia (AFP)                    | 2                 |
| Szkocja (Official Charts Company)   | 14                |
| Stany Zjednoczone (Billboard 200)   | 1                 |
| Szwajcaria (Schweizer Hitparade)    | 1                 |
| Szwecja (Sverigetopplistan)         | 1                 |
| Węgry (MAHASZ)                      | 1                 |
| Wielka Brytania (OCC)               | 14                |
| Włochy (FIMI)                       | 2                 |

| Notowanie (2013)                  | Najwyższa pozycja |
| --------------------------------- | ----------------- |
| Belgia Ultratop (Flanders)        | 62                |
| Belgia Ultratop (Wallonia)        | 76                |
| Francja (SNEP)                    | 148               |
| Grecja (IFPI)                     | 8                 |
| Kanada (Billboard)                | 42                |
| Meksyk (AMPROFON)                 | 85                |
| Stany Zjednoczone (Billboard 200) | 101               |

| Państwo                  | Status          | Sprzedane kopie |
| ------------------------ | --------------- | --------------- |
| Argentyna (CAPIF)        | złota płyta     | 20,000          |
| Kanada (Music Canada)    | złota płyta     | 40,000          |
| Meksyk (AMPROFON)        | platynowa płyta | 60,000          |
| Stany Zjednoczone (RIAA) | -               | 410,000         |

## Historia wydania
| Państwo           | Data                 | Format                | Wytwórnia        | Źródło |
| ----------------- | -------------------- | --------------------- | ---------------- | ------ |
| Holandia          | 19 lipca 2013        | CD • digital download | Universal        | [ 14 ] |
| Niemcy            | 19 lipca 2013        | CD • digital download | Universal        | -      |
| Singapur          | 19 lipca 2013        | CD • digital download | Hollywood        | -      |
| Meksyk            | 22 lipca 2013        | CD • digital download | Hollywood        | -      |
| Hiszpania         | 22 lipca 2013        | CD • digital download | Hollywood        | -      |
| Wielka Brytania   | 22 lipca 2013        | CD • digital download | Hollywood        | [ 52 ] |
| Bliski Wschód     | 22 lipca 2013        | CD • digital download | Hollywood        | -      |
| Brazylia          | 22 lipca 2013        | CD • digital download | Hollywood        | -      |
| Francja           | 22 lipca 2013        | CD • digital download | Hollywood        | -      |
| Stany Zjednoczone | 23 lipca 2013        | CD • digital download | Hollywood        | [ 53 ] |
| Włochy            | 23 lipca 2013        | CD • digital download | Hollywood        | -      |
| Izrael            | 24 lipca 2013        | CD • digital download | Helicon          | -      |
| Japonia           | 25 września 2013     | CD • digital download | Avex Marketing   | [ 54 ] |
| Chiny             | 27 października 2013 | CD                    | Starsing Culture | [ 55 ] |